# Örsjö
Örsjö is een plaats in de gemeente Nybro in het landschap Småland en de provincie Kalmar län in Zweden. De plaats heeft 373 inwoners (2005) en een oppervlakte van 73 hectare.

## Verkeer en vervoer
Bij de plaats lopen de Riksväg 25 en Länsväg 120.